# Подґуже (Ласький повіт)
Подґуже (пол. Podgórze) — село в Польщі, у гміні Відава Ласького повіту Лодзинського воєводства.
Населення — 110 осіб (2011).
У 1975-1998 роках село належало до Серадзького воєводства.

## Демографія
Демографічна структура станом на 31 березня 2011 року:
|          | Загалом | Допрацездатний вік | Працездатний вік | Постпрацездатний вік |
| -------- | ------- | ------------------ | ---------------- | -------------------- |
| Чоловіки | 51      | 10                 | 34               | 7                    |
| Жінки    | 59      | 15                 | 27               | 17                   |
| Разом    | 110     | 25                 | 61               | 24                   |